# Campeonato Sergipano de Futebol de 1936
O Campeonato Sergipano de Futebol de 1936 foi a 14º edição da divisão principal do campeonato estadual de Sergipe. O campeão foi o Cotinguiba que conquistou seu 4º título na história da competição.

## Premiação
| Campeonato Sergipano de 1936   |
| Aracaju                        |
| ------------------------------ |
| Cotinguiba Campeão (4º título) |